# Карпук Володимир Георгійович
Володи́мир Гео́ргійович Карпу́к (нар. 19 вересня 1954, Стара Вижівка, Волинська область) — український політик, депутат ВР України, член фракції Блоку «Наша Україна — Народна самооборона» (з листопада 2007), член Комітету з питань охорони здоров'я (з грудня 2007), голова підкомітету з питань законодавчого забезпечення медичної допомоги, здійснення лікувальної діяльності, медичної освіти і науки (з січня 2008); голова Волинської обласної організації НС «Наша Україна» (з червня 2005); член Ради НСНУ (з липня 2005).

## Життєпис
Українець; батько Георгій Федорович (1927—2011) — інвалід ВВВ II групи; мати Віра Мойсеївна (1930) — заслужений учитель України, пенсіонер; дружина Надія Іванівна (1956—2010) — завідувачка трупи Волинського обласного музично-драматичного театру ім. Шевченка; син Максим (1980) — тимчасово безробітний; дочка Анастасія (1987) — студентка Луцького державного технічного університету.
Освіта: Тернопільський державний медичний інститут, лікувальний факультет (1971—1977), лікар-лікувальник, «Лікувальна справа».
Народний депутат України 6-го скликання з листопада 2007 від Блоку «Наша Україна — Народна самооборона», № 64 в списку. На час виборів: тимчасово не працював, член НСНУ.
Народний депутат України 5-го скликання з квітня 2006 по червень 2007 від Блоку «Наша Україна», № 73 в списку. На час виборів: заступник голови Волинської облдержадміністрації, член НСНУ. Голова підкомітету з питань законодавчого забезпечення медичної допомоги, здійснення лікувальної діяльності, медичної освіти і науки Комітету з питань охорони здоров'я (з липня 2006), член фракції Блоку «Наша Україна» (з квітня 2006). Склав депутатські повноваження 8 червня 2007.
- 1977—1979 — клінічний ординатор Тернопільського державного медичного інституту.
- З вересня 1979 — лікар-кардіолог Луцької міської лікарні.
- З березня 1982 — завідувач приймального відділення, січень 1984 — березень 2005 — завідувач ревматологічного відділення Волинської обласної клінічної лікарні.
- Вересень 1991 — березень 2005 — завідувач Волинської філії кафедри сімейної медицини Львівського державного медичного університету ім. Данила Галицького.
- Березень 2005 — травень 2006 — заступник голови з соціальних і гуманітарних питань Волинської облдержадміністрації.

Депутат Волинської облради (2002—2006), член президії, голова фракції «Наша Україна», голова комісії з питань здоров'я людини.
Член Луцького міськвиконкому (квітень 2002 — березень 2006).
Член Асоціації ревматологів України (з 1990; з 1994 — член правління), Українського лікарського товариства (з 1990; з липня 1990 — голова Волинського обласного осередку), Товариства терапевтів України (з 1982).
Заслужений лікар України (2001). Медаль АМНУ ім. М. Д. Стражеска (2004).
Автор (співавтор), 25 наукових праць з питань терапії, кардіології, ревматології, співавтор книги «Славні імена України» (2004).
Захоплення: книги, театр, краєзнавство.